# András Gyürk
András János Gyürk (maďarsky Gyürk András János; * 2. prosince 1972, Budapest) je maďarský ekonom, historik, politolog a pravicový politik, od roku 2004 poslanec Evropského parlamentu zasedající v parlamentní politické skupině Evropské lidové strany opakovaně zvolený za stranu Fidesz – Maďarská občanská unie.

## Biografie
Narodil se roku 1972 v Budapešti v tehdejší Maďarské lidové republice. V roce 1991 odmaturoval na Szentendrei Ferences Gimnázium v Szentendre, poté studoval finance na Budapesti Gazdasági Egyetem a obor historie-politologie na Univerzitě Loránda Eötvöse v Budapešti, který absolvoval v roce 1998. Hovoří plynně anglicky, maďarsky a německy.

### Politická kariéra
V roce 1988 vstoupil do tehdejšího Svazu mladých demokratů (Fidesz). V letech 1995 až 2004 byl členem celostátního volebního výboru této strany, mezi lety 1996 až 2005 byl předsedou mládežnické organizace Fidelitas.
- Parlamentní volby v Maďarsku 1998 – poprvé zvolen poslancem maďarského Zemského shromáždění za stranu Fidesz.
- Parlamentní volby v Maďarsku 2002 – podruhé zvolen poslancem maďarského Zemského shromáždění za stranu Fidesz.
- Volby do Evropského parlamentu v Maďarsku 2004 – kandidoval za stranu Fidesz–MPSZ, poprvé zvolen poslancem Evropského parlamentu.
- Volby do Evropského parlamentu v Maďarsku 2009 – kandidoval na 9. místě kandidátní listiny koalice Fidesz–KDNP, podruhé zvolen poslancem Evropského parlamentu.
- Volby do Evropského parlamentu v Maďarsku 2014 – kandidoval na 5. místě kandidátní listiny koalice Fidesz–KDNP, potřetí zvolen poslancem Evropského parlamentu.
- Volby do Evropského parlamentu v Maďarsku 2019 – kandiduje na 5. místě kandidátní listiny koalice Fidesz–KDNP.